# Cryptoblepharus megastictus
Cryptoblepharus megastictus (цяткований блискучий сцинк) — вид сцинкоподібних ящірок родини сцинкових (Scincidae). Ендемік Австралії.

## Поширення і екологія
Цятковані блискучі сцинки мешкають на півночі регіону Кімберлі в Західній Австралії. Вони живуть чорних базальтових скель, пісковикових схилів та на прибережних плато.